# McMurdo-Station
Koordinaten: 77° 50′ 46,8″ S, 166° 40′ 5,6″ O

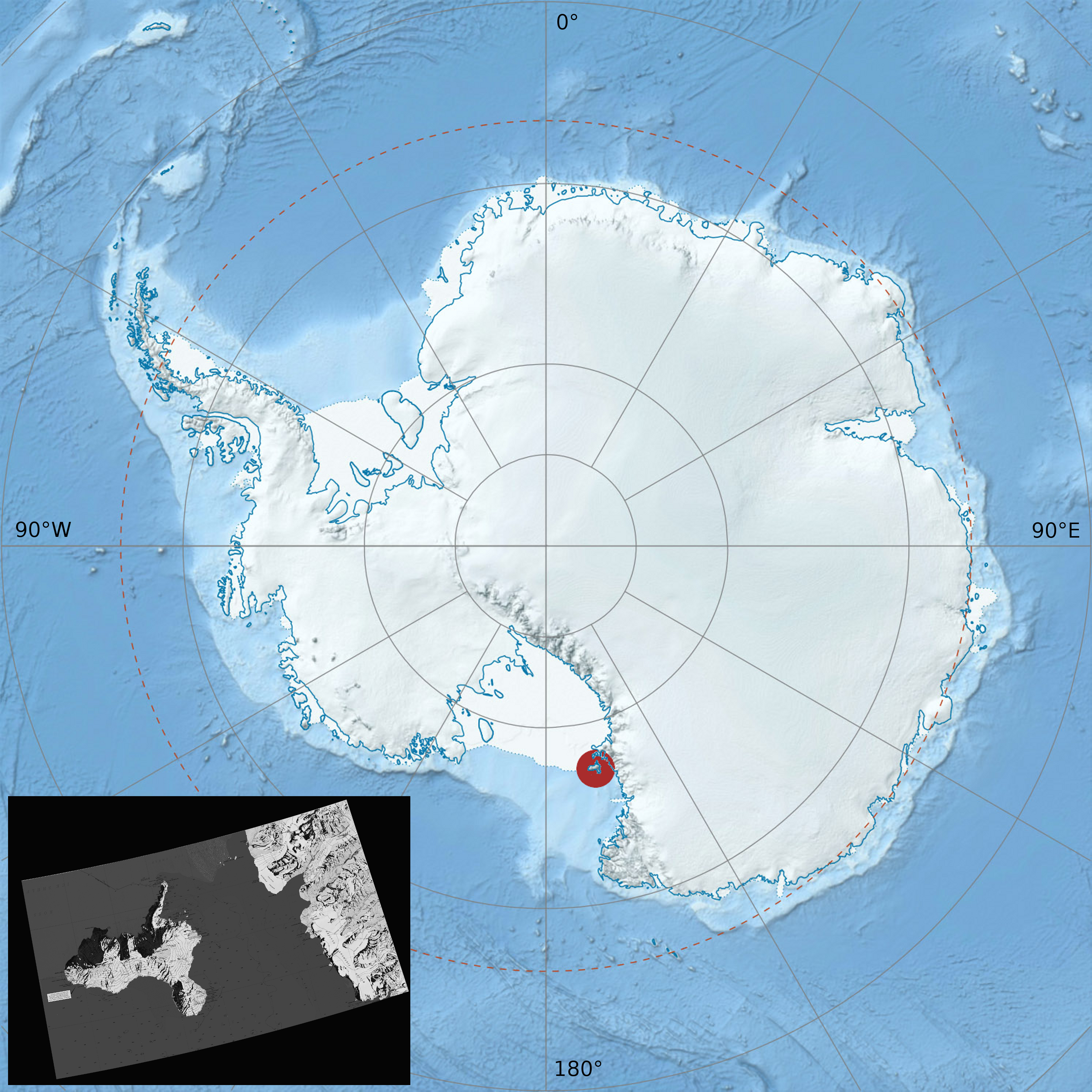
Lage der Station auf der Ross-Insel (kleines Bild) in der Antarktis

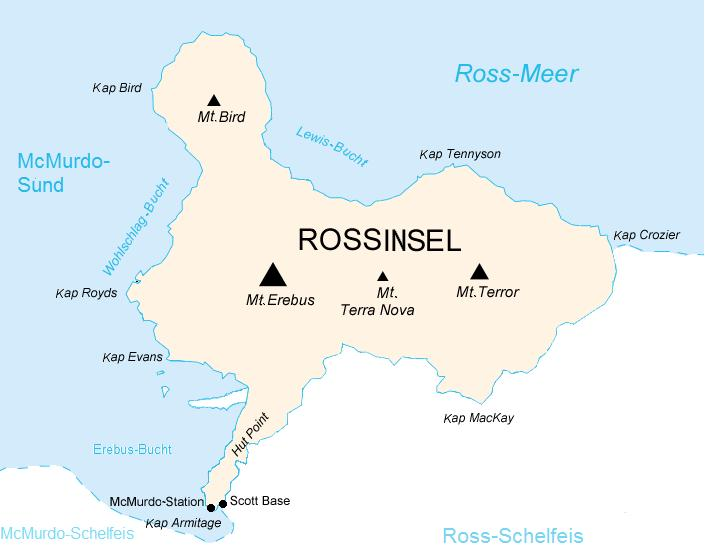
Die Ross-Insel mit der Station auf der Hut-Point-Halbinsel (unten)

Die McMurdo-Station ist die größte Forschungs- und Logistikstation in der Antarktis und wird vom United States Antarctic Program (USAP) der US-Regierung betrieben. Die ganzjährig genutzte Einrichtung wurde 1955/56 auf der Ross-Insel an der Küste des McMurdo-Sunds für das Internationale Geophysikalische Jahr errichtet und besteht heute aus mehr als 85 Gebäuden. Die Bewohner der Station mit dem Spitznamen MacTown nennen sich selbst „McMurdoites“, „McMurdites“ oder auch „Mactownites“.

## Lage
Die auf der Hut-Point-Halbinsel (englisch Hut Point Peninsula) an der Südspitze der Ross-Insel (Kap Armitage) gelegene Station betreibt Forschung im McMurdo-Sund (mit dem McMurdo-Schelfeis) und am Vulkan Mount Erebus.

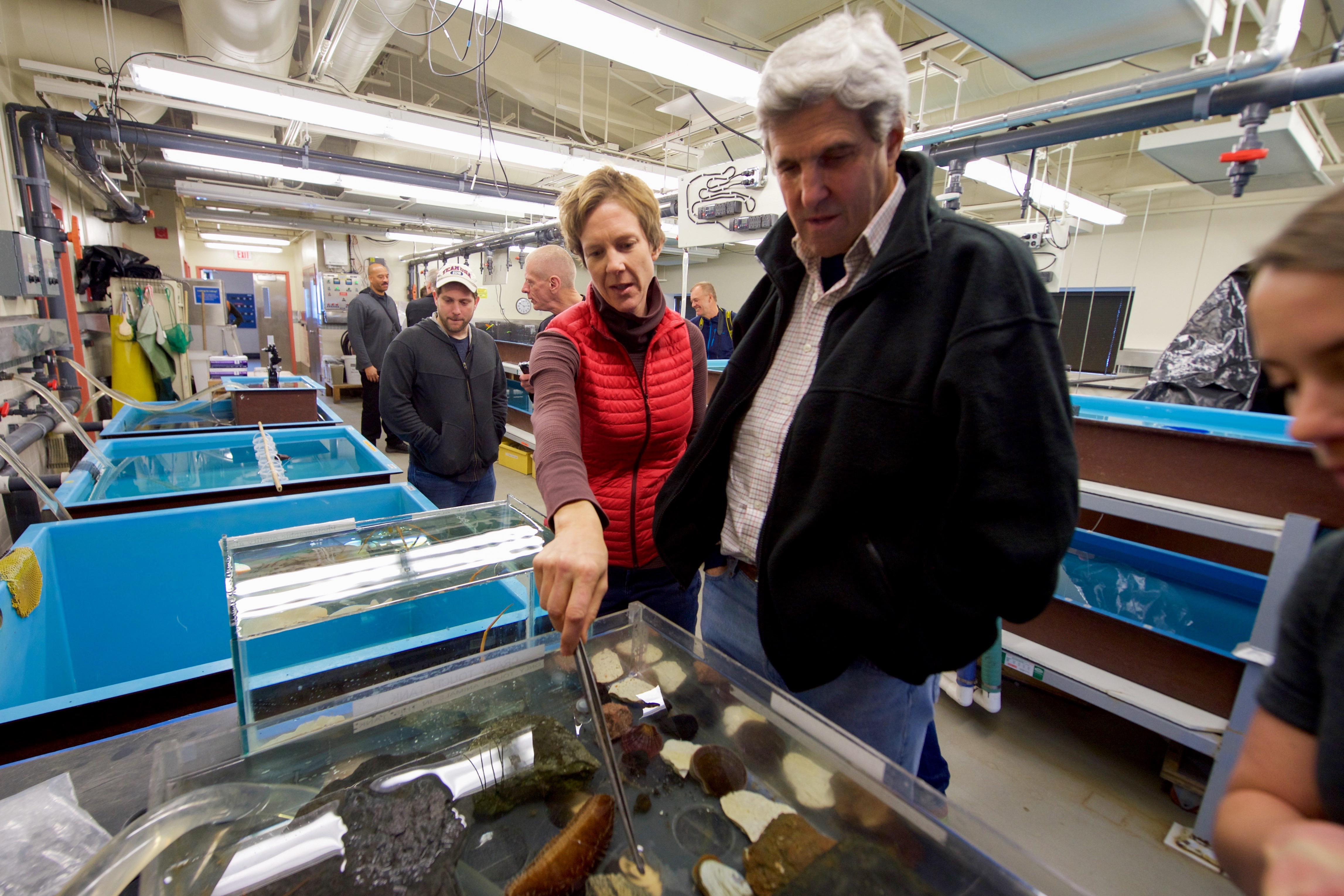
US-Außenminister John Kerry betrachtet Meereslebewesen in einem Aquarium im Crary Lab (2016)

McMurdo ist Ausgangspunkt für Feldforschung im Transantarktischen Gebirge, zum Beispiel den Trockentälern und dem Ross-Schelfeis.

## Forschung
Im November 1991 wurde das Albert P. Crary Science and Engineering Center (Crary Lab) eingeweiht. In den Räumlichkeiten (ca. 4.320 m²) stehen zur Erforschung der antarktischen Biologie, der polaren Atmosphäre und zur Vertiefung der Geowissenschaften Analysegeräte bereit. Es umfasst das Environmental Monitoring and Enforcement Laboratory (EMEL), das Snow and Ice Mechanics Laboratory (SIML) und das Antarctic Meteorological Research Center sowie ein Aquarium.
Im Dezember 2004 startete das Experiment „BESS-Polar“ (Balloon-borne Experiment with Superconducting Spectrometer), ein Vorhaben US-amerikanischer und japanischer Wissenschaftler zur Messung kosmischer Strahlung, insbesondere um Antiprotonen nachzuweisen.
Im Sommer ist McMurdo in der Regel schneefrei und die übliche Winterbesetzung von 250 Personen steigt auf bis zu 1100 Personen.

## Geschichte
Im Dezember 2018 verstarben zwei Techniker der Forschungsstation. 2023 entsandte die US-Administration Ermittler zur McMurdo-Station, nachdem es zu einer Häufung von Berichten über sexuelle Belästigung und Übergriffe gekommen war.
Ende April 2024 veröffentlichten sechs Bewohner ein Foto von ihnen vor dem Schild der McMurdo-Station, wobei sie die palästinensische Flagge und diverse Plakate mit Slogans trugen, um gegen die Aktivität der israelischen Armee im Krieg in Israel und Gaza zu demonstrieren. Der Beitrag wurde zum Social-Media-Phänomen.

## Infrastruktur
Die McMurdo-Station verfügt über Werkstätten, Geschäfte, eine eigene Zeitung (Antarctic Sun), einen Fernsehsender, ein Feuerwehrhaus (Antarctic Fire Department) und das Albert P. Crary Science and Engineering Center (‚Crary Lab‘) für geowissenschaftliche und biologische Forschung, das gebaut wurde, um veraltete Laborgebäude zu ersetzen, die bereits 1959 errichtet wurden.
Es gibt ein Treibhaus, in dem Frischgemüse angebaut wird. Die Chapel of the Snows ist eine von verschiedenen christlichen Glaubensgemeinschaften genutzte überkonfessionelle Kapelle.

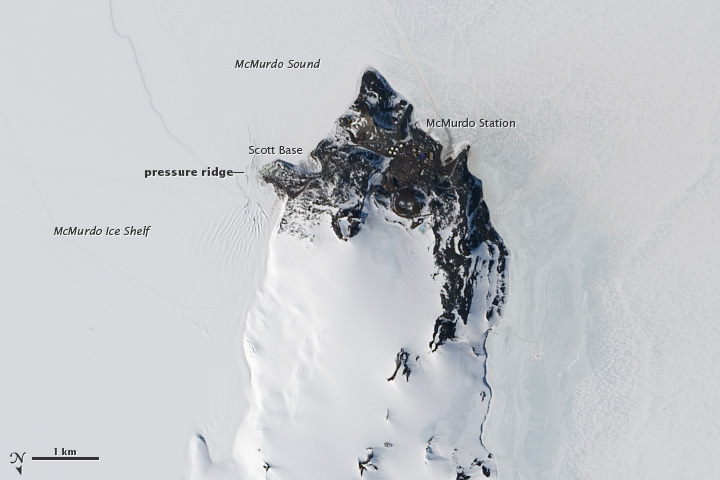
Landsat-8-Aufnahme der Spitze der Hut-Point-Halbinsel
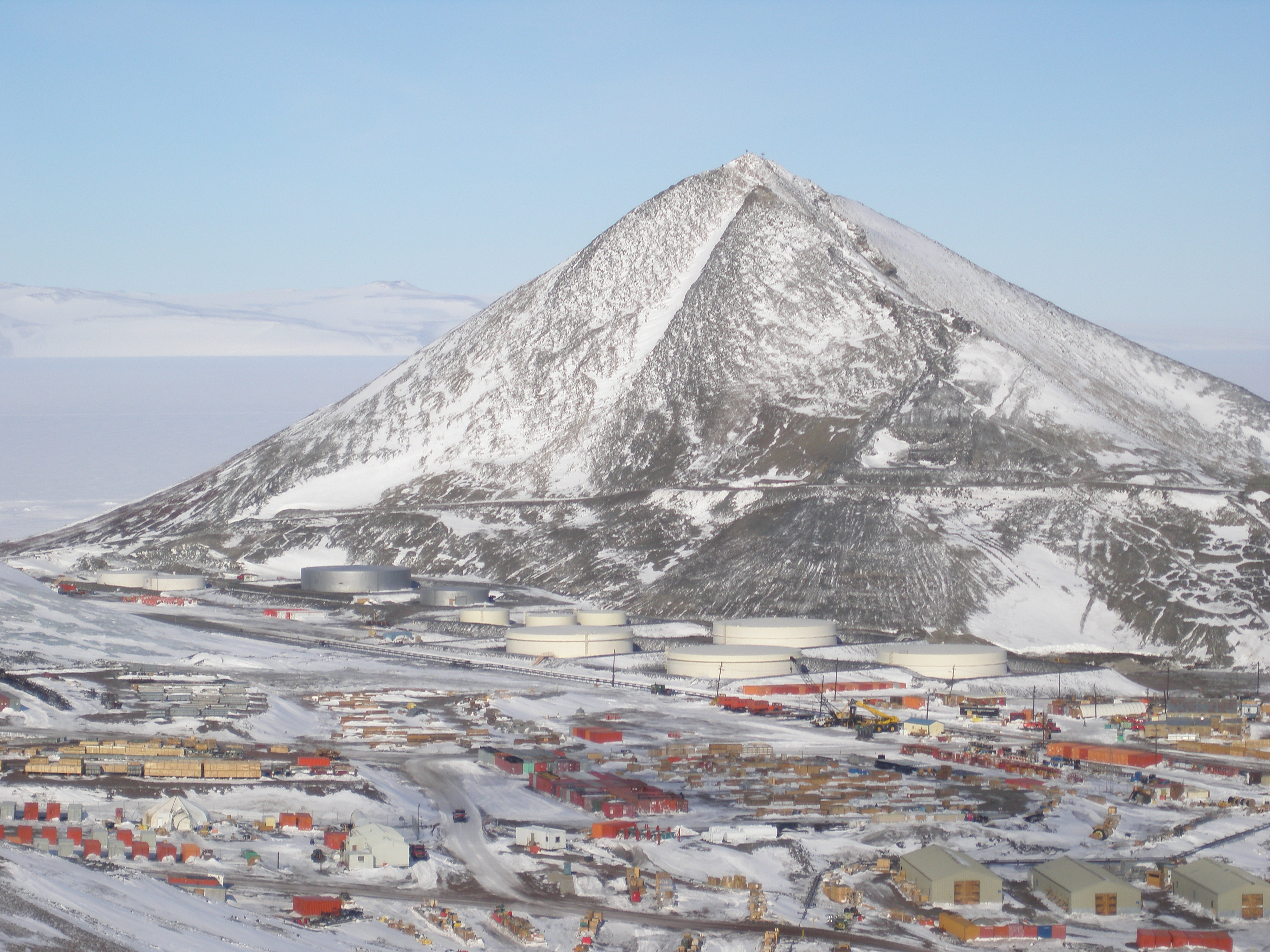
McMurdo vor dem Observation Hill (2007)
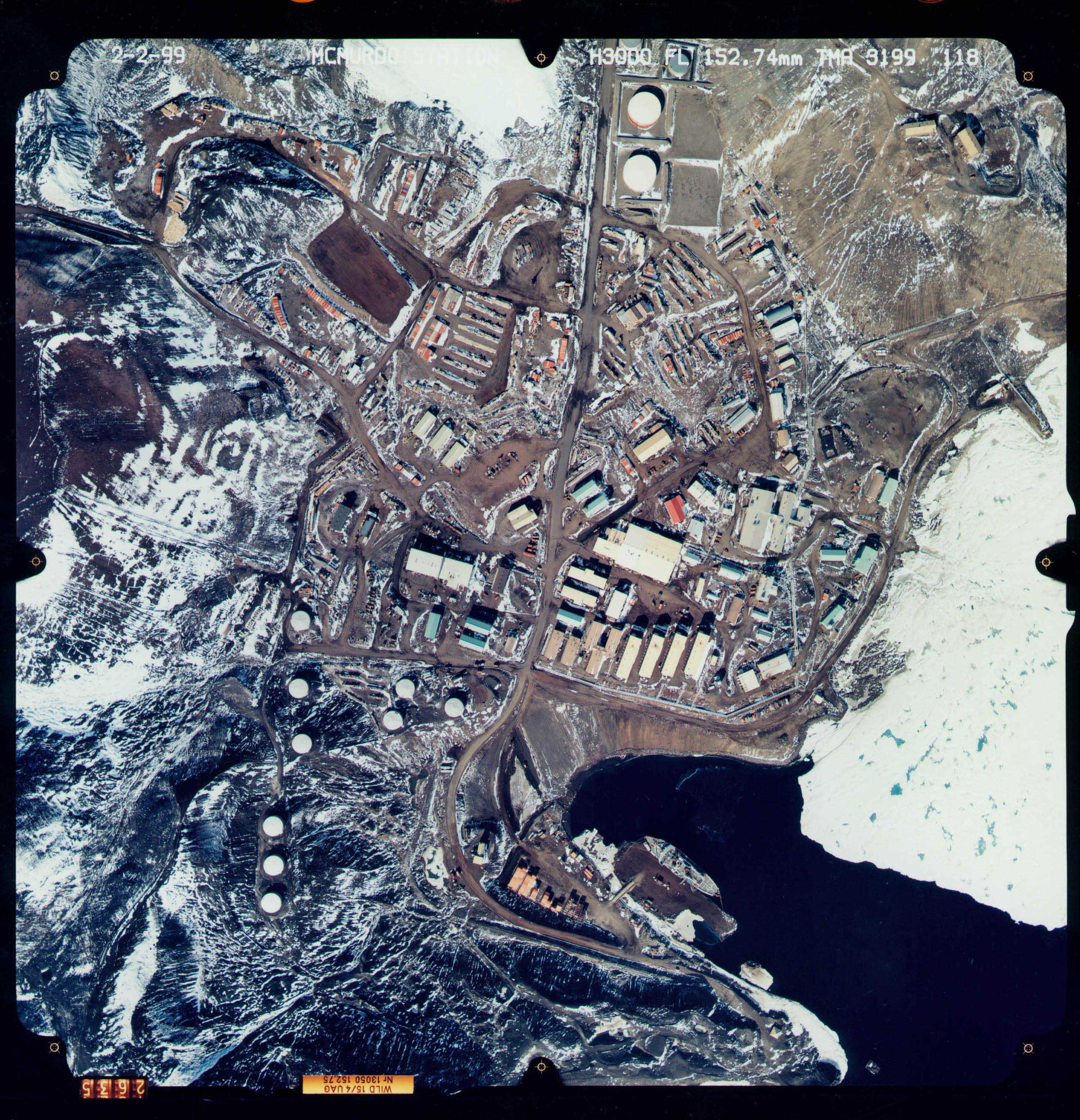
Luftbild der Station (1999)
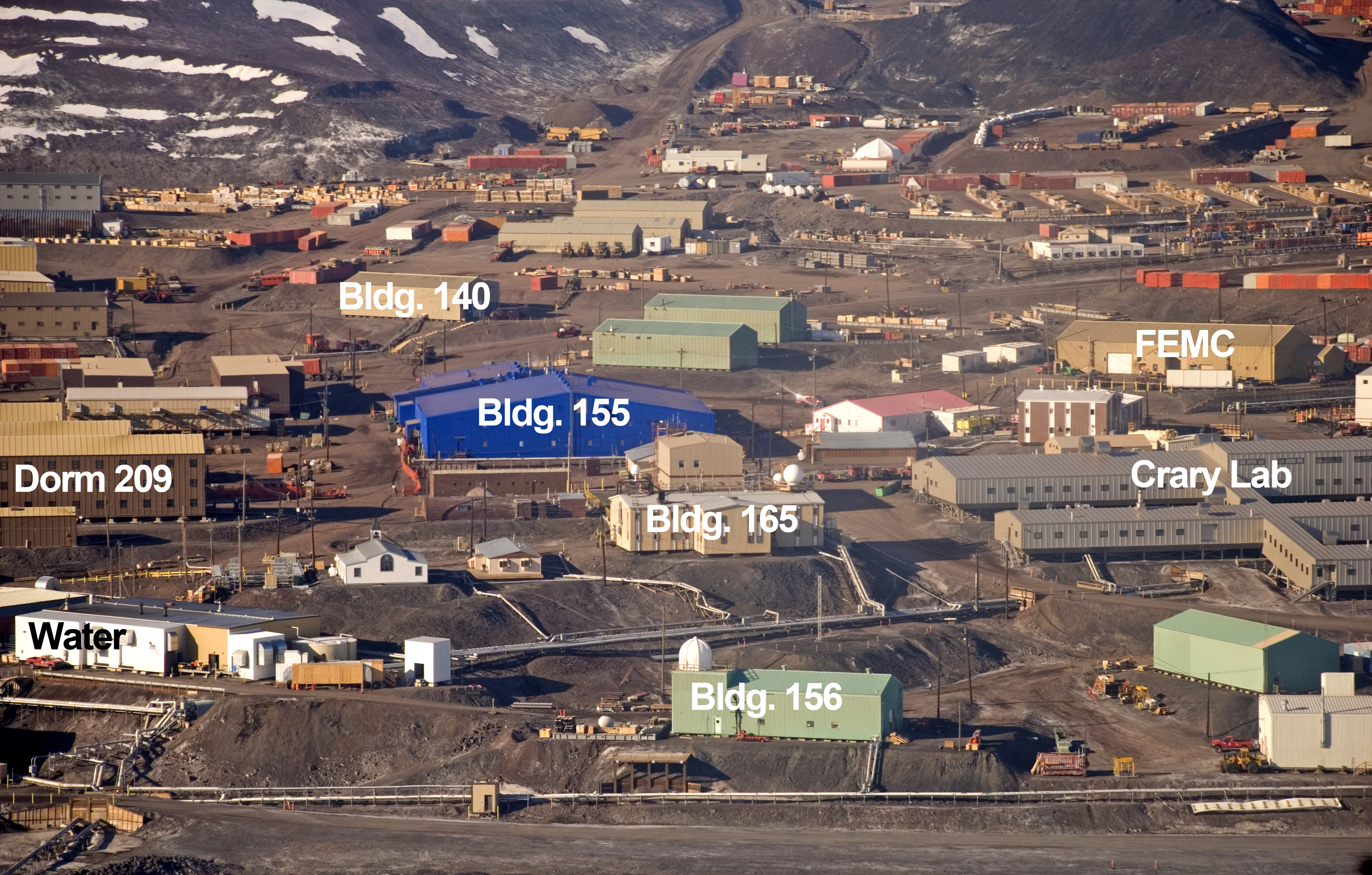
McMurdo-Station (2010) mit Kennzeichnung ausgewählter Gebäude
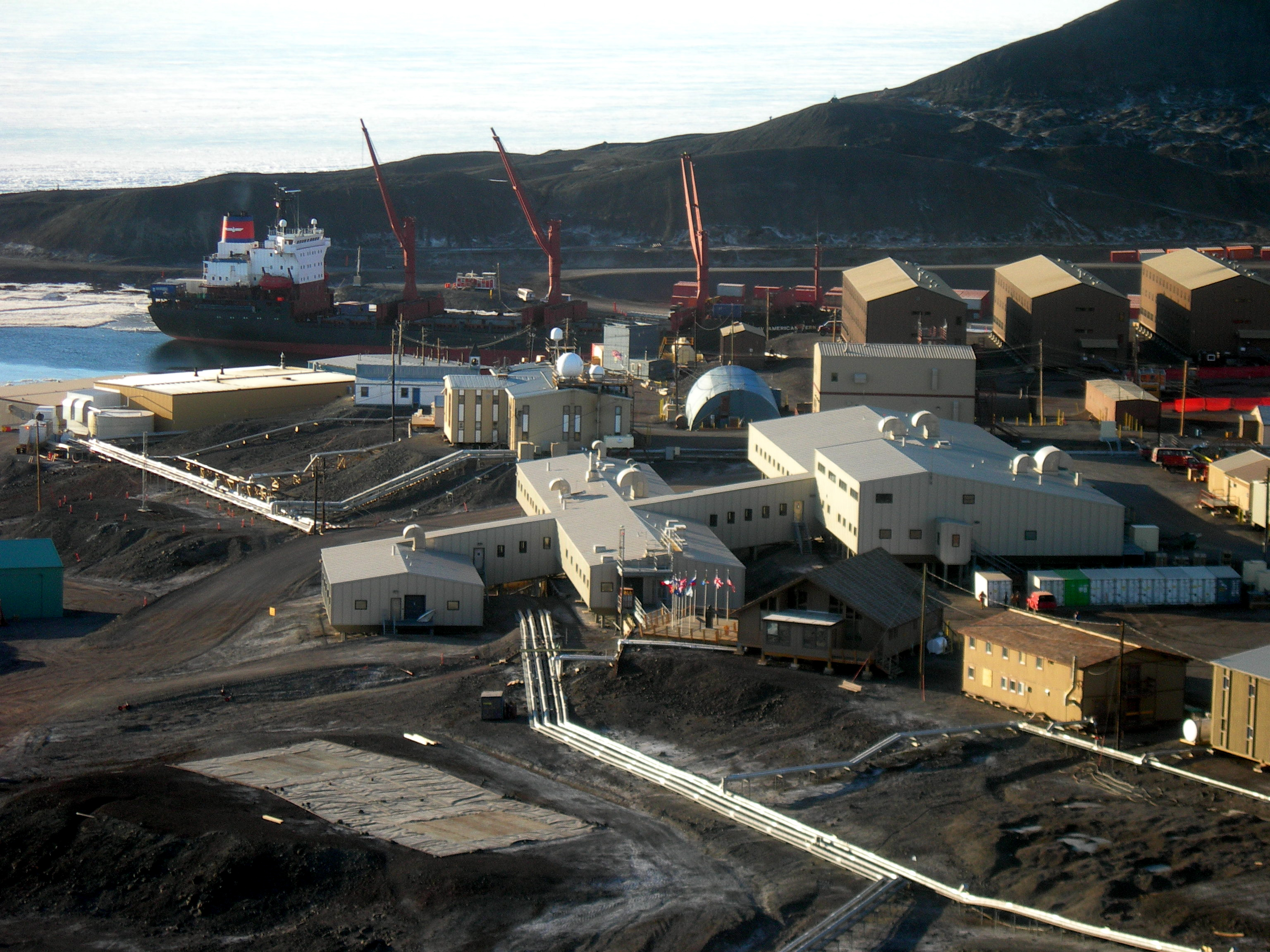
Im Vordergrund das ‚Crary Lab‘ (2009)
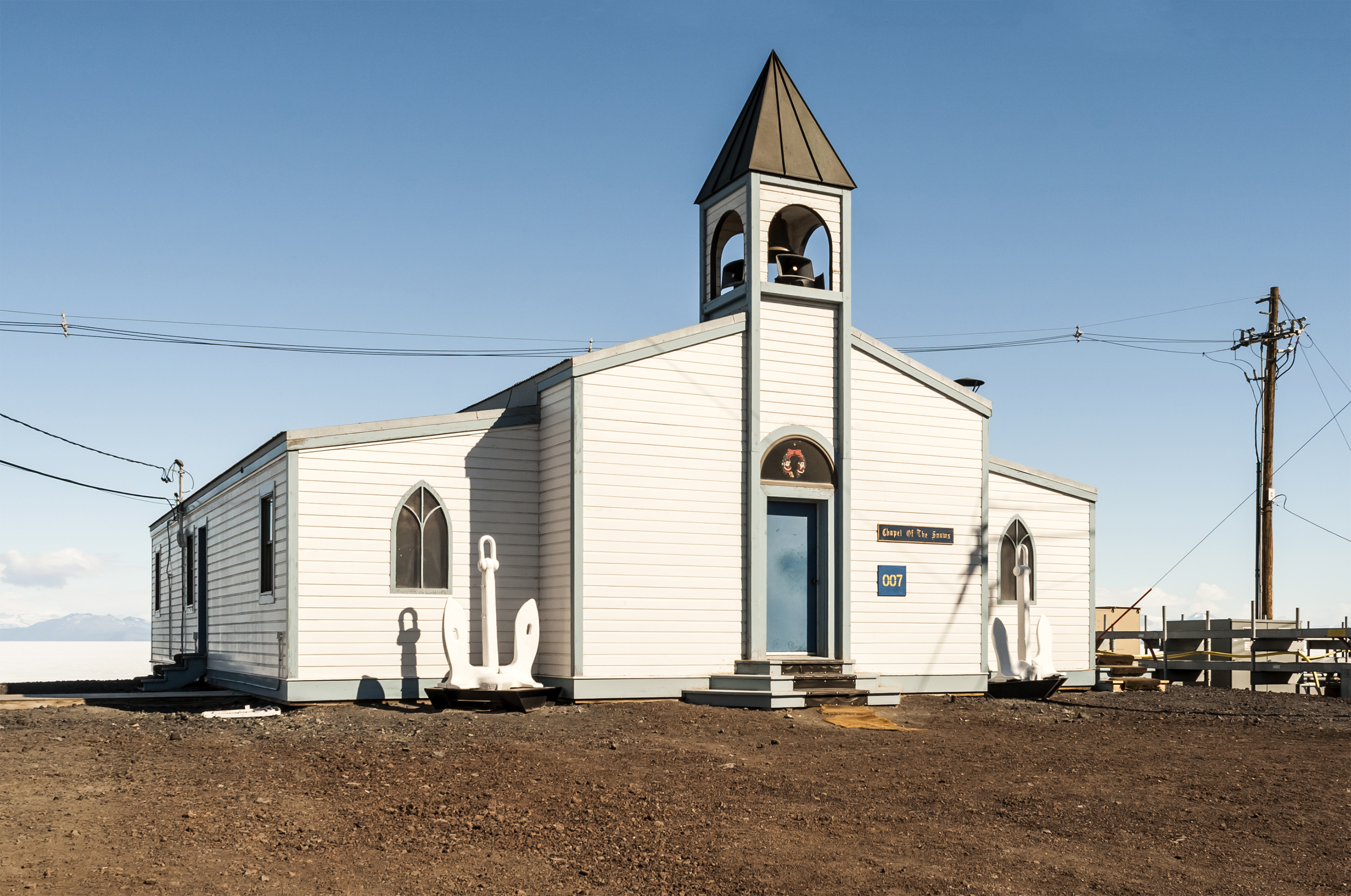
Chapel of the Snows (2008)

Zur Trinkwasserversorgung aus Ozeanwasser steht eine Umkehrosmose-Anlage mit dreistufiger Partikelfilterung und Chlorung zur Desinfektion bereit, die ein Speichervolumen bis zu 750 m³ (200.000 Gallonen) für die Besatzung bewirtschaftet. Eine Kläranlage reinigt bis zu 200 m³ pro Tag, wobei im Winter der Klärbedarf auf ein Fünftel sinkt. Der Klärschlamm wird entwässert und per Versorgungsschiff entsorgt, das geklärte Wasser fließt zurück in den McMurdo-Sund.
Die Energieversorgung wird mit 6 BHKW-Modulen (7800 kW) und 3 Windturbinen (Enercon E-33, je 330 kW) sichergestellt. Die Spitzenlast liegt bei 2 MW, die Grundlast nachts bei 1,2 MW. McMurdo ist elektrisch mit der benachbarten Scott Base verbunden. Die Abwärme der Dieselmotoren wird über ein frostsicheres Wärmenetz (Glykol, ca. 1 m³/min) auf die Gebäude von McMurdo verteilt. Zwischen 2024 und 2026 soll die McMurdo gemeinsam mit der Scott Base drei weitere Windturbinen vom Typ DW54X mit einer Leistung von je 1 MW erhalten, sodass künftig mehr als „90 Prozent des jährlichen Strombedarfs durch Windenergie erzeugt werden“ sollen.
In McMurdo wurde von 1962 bis 1972 der einzige Kernreaktor der Antarktis betrieben (PM-3A Nukey Poo) im Rahmen des Army Nuclear Power Program. Der Reaktor wurde nach der Abschaltung in die USA zurückgebracht, zusammen mit rund 11.000 Kubikmetern kontaminiertem Untergrund.

## Verkehr
McMurdo ist logistischer Ausgangspunkt für die Amundsen-Scott-Südpolstation am Südpol, aber auch für die russische Wostok-Station. McMurdo hat den südlichsten Hafen der Erde, nur der natürliche Eishafen der bis 1987 bestehenden Bucht der Wale lag noch weiter südlich.
Die McMurdo-Station verfügt auf dem Meereis über einen Flugplatz (Airstrip) auch für große Transportflugzeuge mit regelmäßigen Flugverbindungen im Sommer nach Christchurch in Neuseeland. Im Notfall kann die Station auch im Winter angeflogen werden.
Eine drei Kilometer lange Straße verbindet McMurdo mit der neuseeländischen Scott Base. Von McMurdo führt eine etwa 1500 Kilometer lange Straßenverbindung, die South Pole Traverse, zur Amundsen-Scott-Südpolstation am Südpol. Es gibt mehrere Bodentransportmittel für Straße oder Gelände (Off-Road) für Fracht oder Personen, darunter der Terra Bus ‘Ivan’.

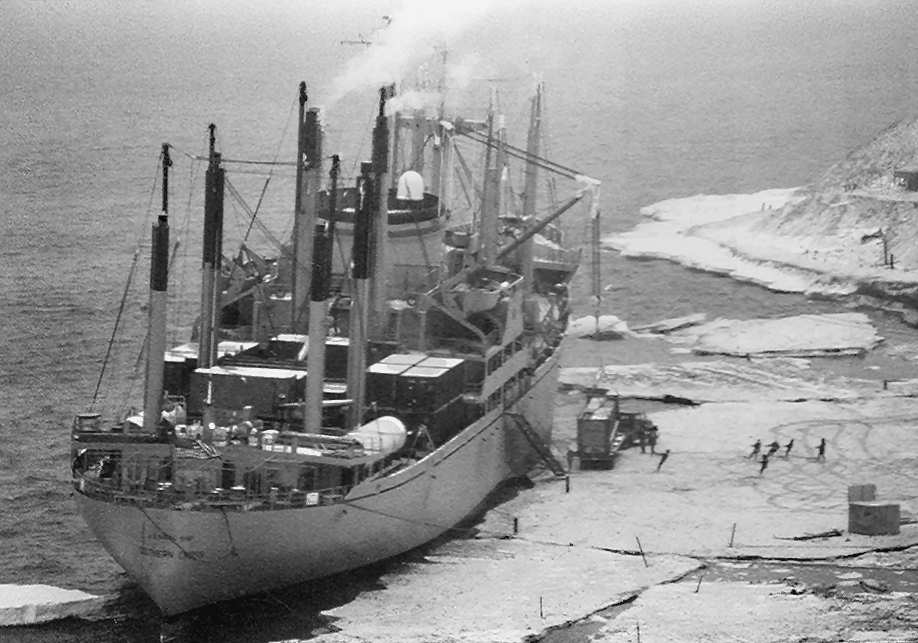
Die USNS Southern Cross 1983 an der McMurdo-Station: Fracht-Ladevorgänge am schwimmenden Eis-Pier
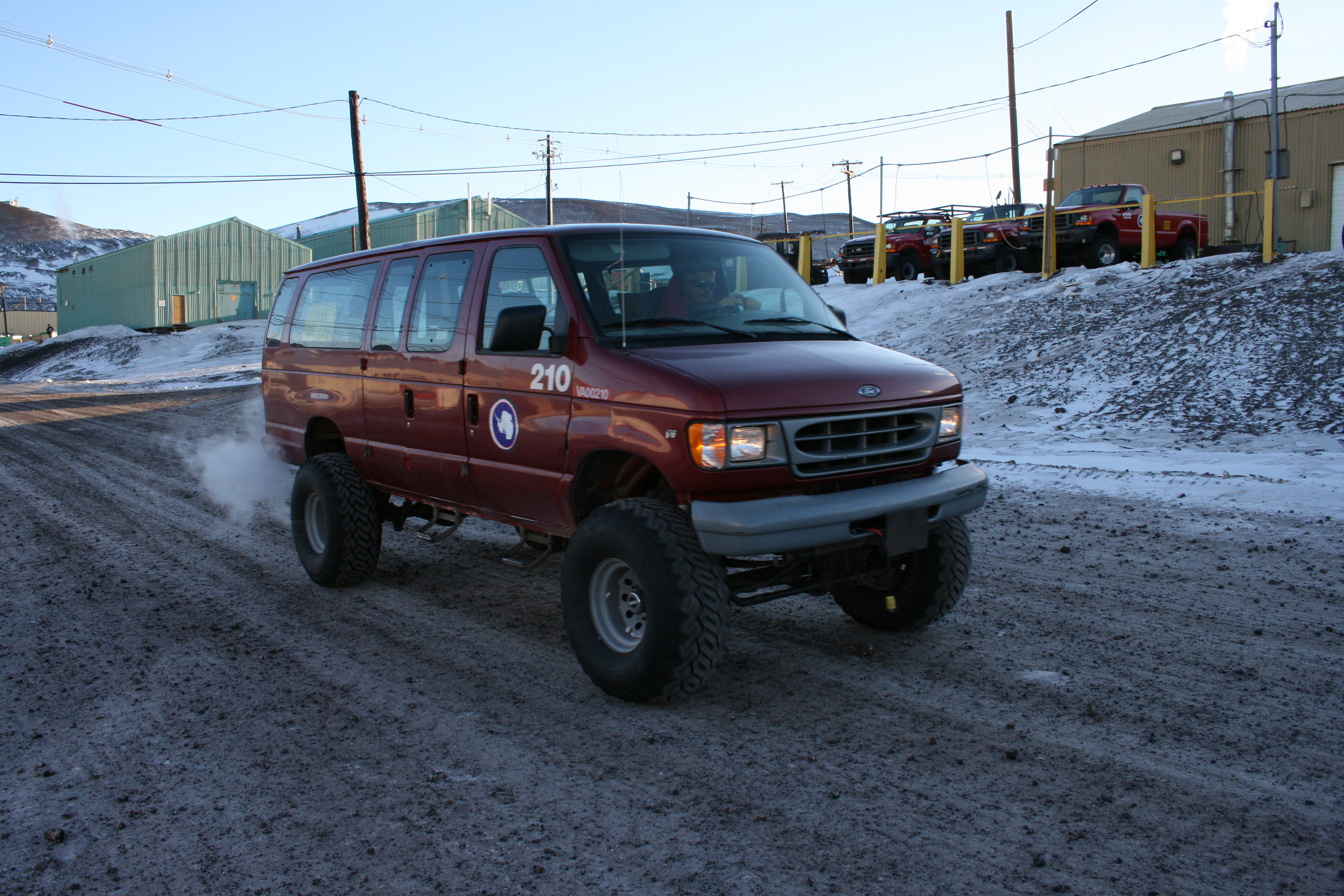
Ein Van der NSF unterwegs
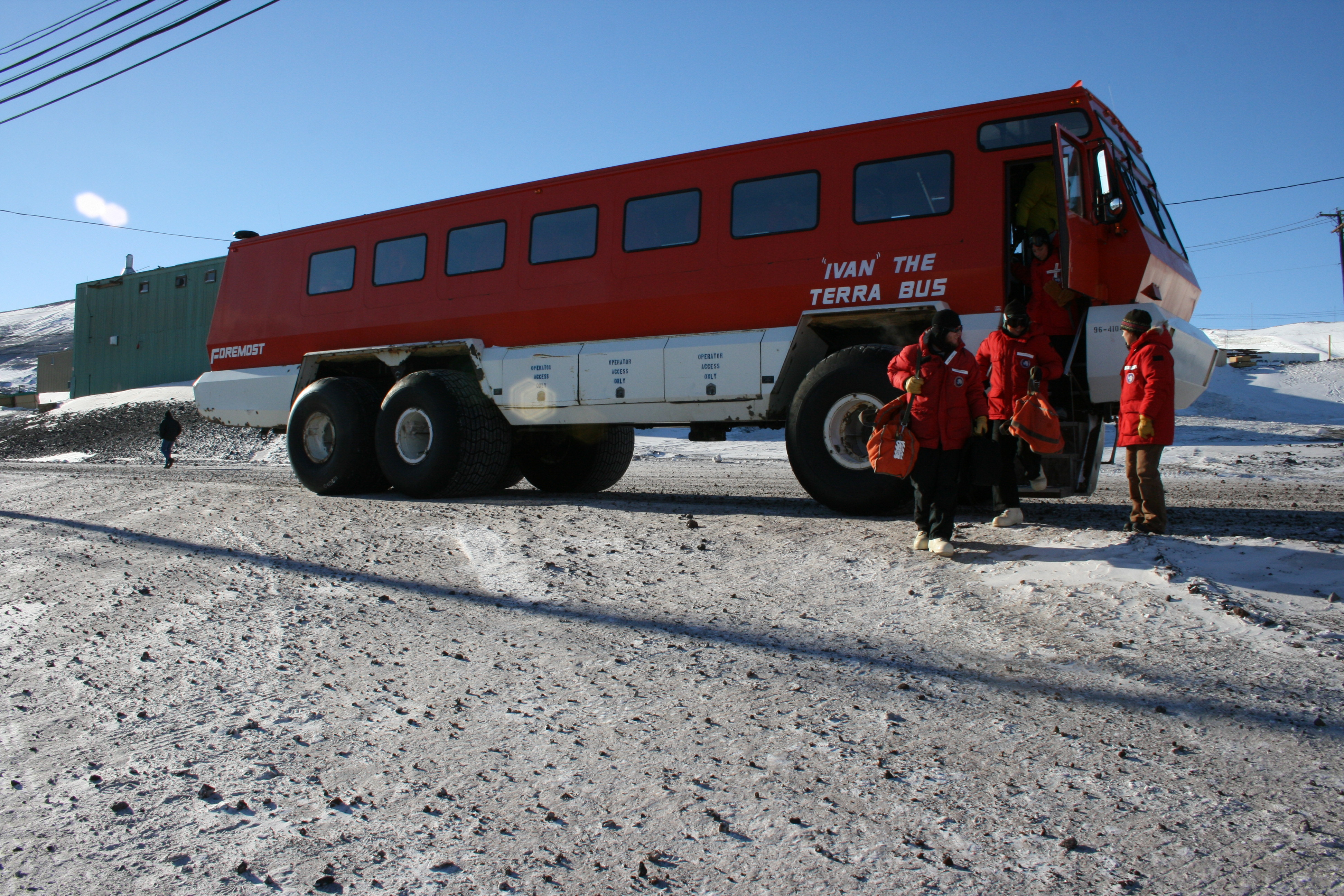
Der Terra Bus ‘Ivan’ (2007)
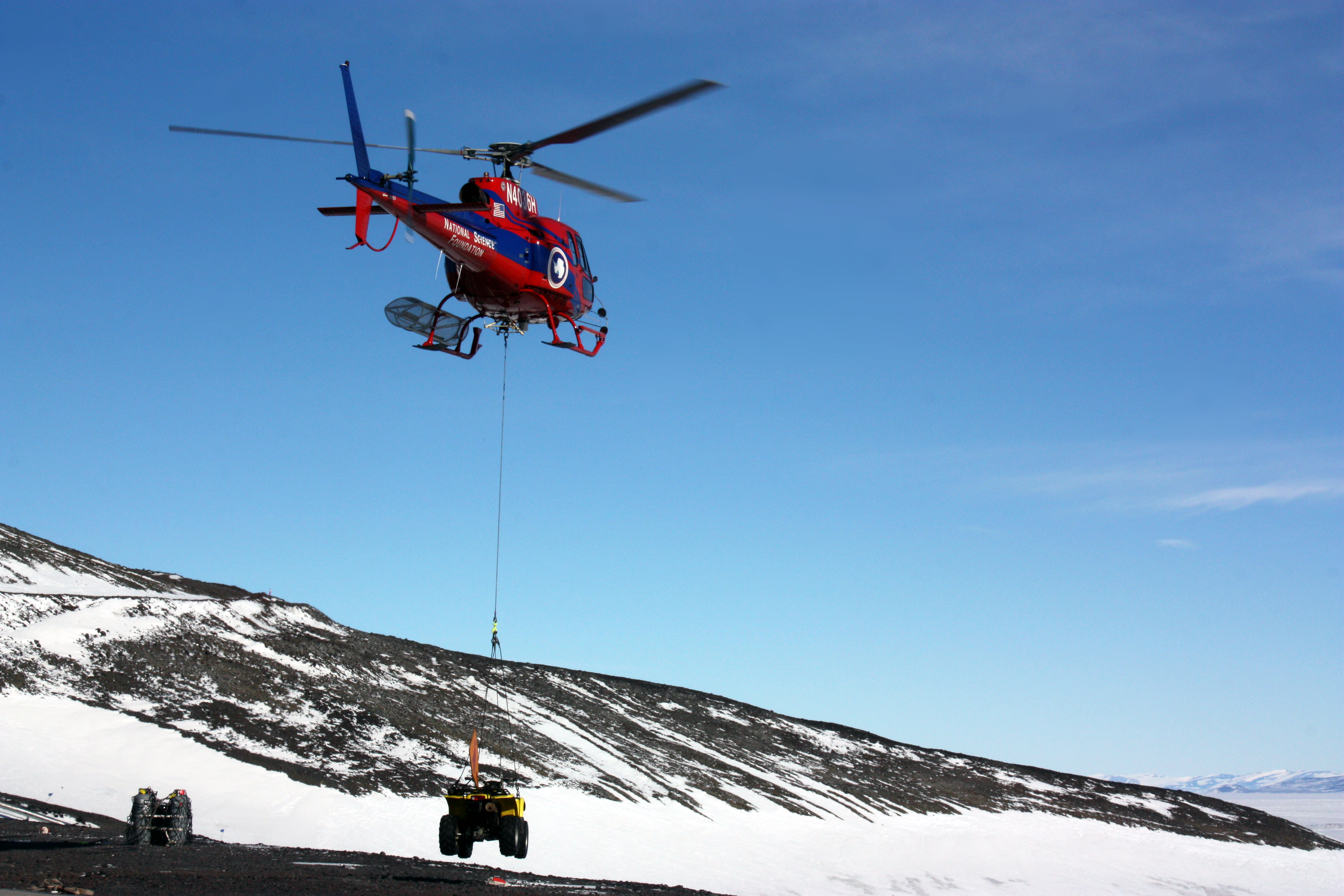
Am Hubschrauberlandeplatz: Ein Hubschrauber trägt ein ATV als Außenlast auf die Black Island
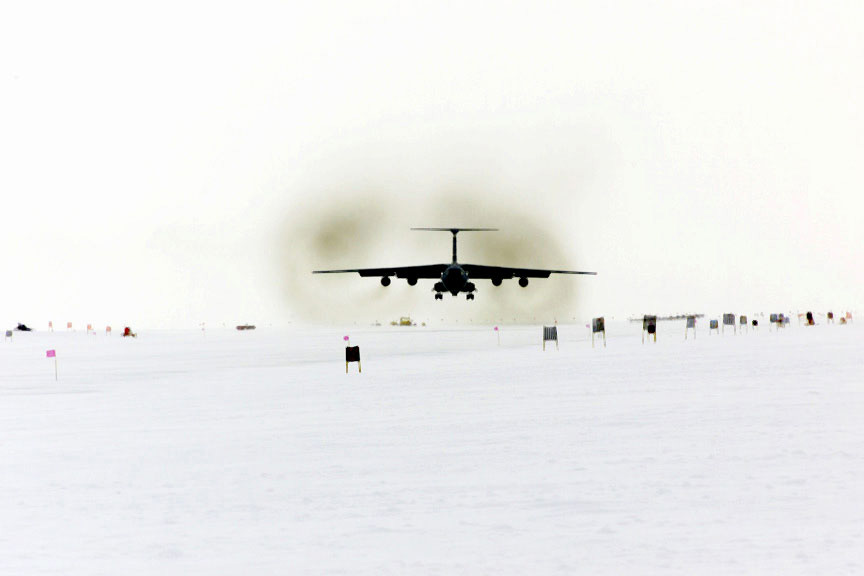
Eine Lockheed C-141 Starlifter landet auf dem Pegasus Field während der Operation Deep Freeze 2001, um Nachschub zu liefern
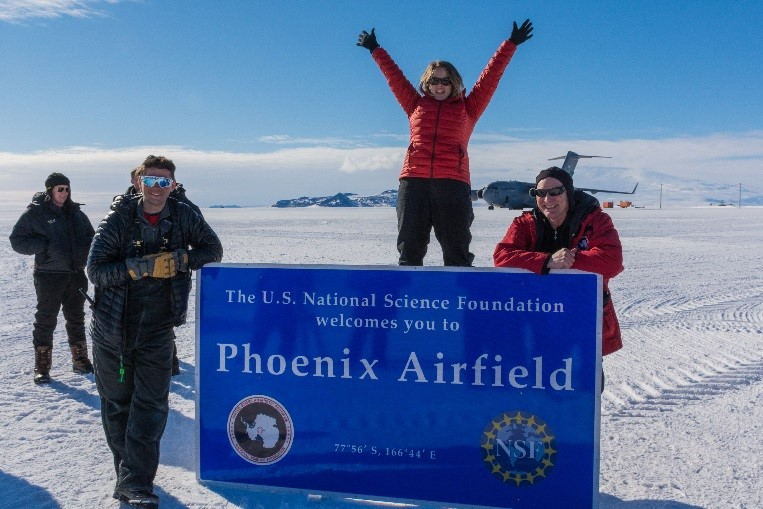
Phoenix Airfield im Januar 2017

McMurdo wird abhängig von der Jahreszeit von drei Flugplätzen bedient:
- Phoenix Airfield (ICAO: NZFX). Seit Januar 2017 ersetzt dieser Flugplatz mit einer Piste aus verdichtetem Schnee das drei Meilen entfernte Pegasus Field (ICAO: NZPG), eine Eis-Piste auf dem Ross-Schelfeis in der Nähe von Black Island. Diese Änderung war erforderlich, weil in den vorangegangenen Jahren die Eisqualität am Ende der Sommersaison für den üblichen Flugbetrieb nicht mehr ausreichend war.
- Sea Ice Runway (ICAO: NZIR)
- William’s Field (ICAO: NZWD), eine Schneepiste

## Klima

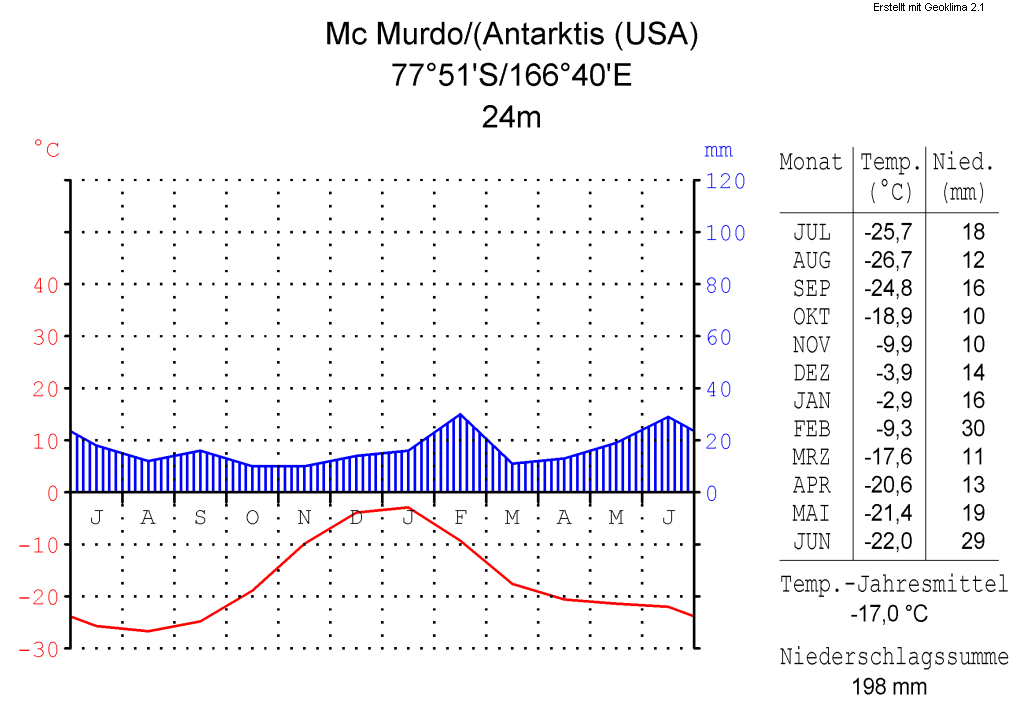
Klimadiagramm von McMurdo

Im Jahr 2000 betrug im Jahresmittel die Temperatur von McMurdo minus 17 Grad Celsius, die Niederschlagsmenge 212 Millimeter. Die Station liegt auf 24 Meter Höhe über dem Meeresspiegel.